# GameStop
GameStop Corp. američki je prodavač videoigara, potrošačke elektronike i robe za igre na malo. Sjedište tvrtke je u Grapevineu u saveznoj državi Teksas (predgrađe Dallasa) i najveći je prodavač videoigara u svijetu. Od 28. siječnja 2023. godine tvrtka upravlja 4413 trgovina, uključujući 2949 u SAD-u, 216 u Kanadi, 419 u Australiji i 829 u Europi pod nazivima GameStop, EB Games, EB Games Australia, Micromania-Zing, ThinkGeek i Zing Pop Culture. Tvrtka je osnovana u Dallasu 1984. godine kao Babbage's, a sadašnje ime dobila je 1999. godine.